# The Haunted (musikalbum)
The Haunted är det svenska thrash metal-bandet The Haunteds debutalbum. Det spelades in under november och december 1997, och släpptes den 23 juni 1998 av Earache Records. Sångare på albumet är Peter Dolving, som på bandets två följande album ersattes av Marco Aro, för att sedan komma tillbaka på albumet Revolver (2004). The Haunted är bandets enda album med Adrian Erlandsson på trummor.
Skivan mottog positiva recensioner från webbtidningen Chronicles of Chaos och från webbplatsen Allmusic.

## Inspelning
The Haunted spelades in under november och december 1997 i Studio Fredman i Göteborg. Fredrik Nordström, som har arbetat med flera stora svenska metalband, producerade skivan tillsammans med bandet.
Bandet spelade också in låten "I'll Be Damned" (03:54), som inte släpptes. (Den går nu (2011) att ladda ner från The Haunteds hemsida ). De gjorde dessutom en video till låten "Chasm" (som också finns tillgänglig på deras hemsida ). 

## Utgivning
Albumet släpptes den 23 juni 1998 av skivbolaget Earache Records.

## Mottagande
Adrian Bromley på webbtidningen Chronicles of Chaos är väldigt entusiastisk i sin recension av skivan, som han tycker är "ett av de våldsammaste och mest efterlängtade släppen [...] som kommit ut under 1998". Jason Ankeny på Allmusic berömmer bandet för dess komplexitet och hantverk.

## Låtlista
| Nr  | Titel              | Text                          | Musik                         | Längd |
| --- | ------------------ | ----------------------------- | ----------------------------- | ----- |
| 1.  | Hate Song          | Patrik Jensen, Peter Dolving  | Jensen                        | 2:59  |
| 2.  | Chasm              | Dolving                       | Anders Björler                | 3:10  |
| 3.  | In Vein            | Jensen, Dolving               | Jonas Björler, Jensen         | 3:23  |
| 4.  | Undead             | Jensen                        | Jensen                        | 2:09  |
| 5.  | Choke Hold         | Dolving, Anders Björler       | Jensen, Jonas Björler         | 3:44  |
| 6.  | Three Times        | Dolving                       | Jensen                        | 2:42  |
| 7.  | Bullet Hole        | The Haunted                   | Anders Björler                | 4:17  |
| 8.  | Now You Know       | Dolving                       | Anders Björler, Jonas Björler | 3:30  |
| 9.  | Shattered          | Jensen                        | Jensen, Anders Björler        | 3:17  |
| 10. | Soul Fracture      | Jonas Björler, Anders Björler | Anders Björler                | 3:45  |
| 11. | Blood Rust         | Jensen                        | Jensen, Anders Björler        | 3:41  |
| 12. | Forensick          | Dolving                       | Jensen, Jonas Björler         | 4:17  |
| 13. | Burner (Bonusspår) |                               |                               | 3:36  |

Källa

## Medverkande
The Haunted
- Peter Dolving – sång
- Anders Björler – elgitarr
- Patrik Jensen – elgitarr
- Jonas Björler – elbas
- Adrian Erlandsson – trummor

Produktion
- Inspelad av Fredrik Nordström
- Producerad av The Haunted och Fredrik Nordström
- Mixad av Fredrik Nordström

Källa